# Западная Пруссия
За́падная Пру́ссия (нем. Westpreußen) — провинция Пруссии на обоих берегах нижнего течения реки Висла, существовавшая с 1773 года по 1829 год и затем снова с 1878 года по 1922 год.
Столица провинции — город Данциг. С 1871 года — часть единой Германии. Название «Западная Пруссия» относится к западу исторической прибалтийской области Пруссия (собственно Королевство Пруссия), а не к западу прусского государства в целом: земли бывшего Бранденбургского курфюршества, ставшие центром прусской державы Гогенцоллернов, находятся западнее Западной Пруссии. Сегодня основная часть территории бывшей Западной Пруссии входит в Поморское и Куявско-Поморское воеводства Польской республики.

## История

### Объединение прусских земель

Провинции Королевства Пруссия в 1806 году

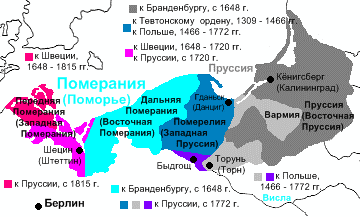
Померания, Западная и Восточная Пруссия

В 1772 году в результате Первого раздела Польши прусскому королю Фридриху II досталась находящаяся ранее в подчинении польской короны так называемая Королевская Пруссия за исключением городов Данциг и Торн (Торунь). После ратификации этого факта польским парламентом в сентябре 1773 года в королевстве Пруссия была образована провинция Западная Пруссия, включающая в себя принадлежащие некогда Тевтонскому ордену земли (за исключением самых западных районов Дойч-Кроне и Флатов, а также так называемого Нетцкого округа).
В 1773 году автономное Варминское княжество также было ликвидировано и включено в границы старого Прусского королевства, в пределах которого было образована провинция Восточная Пруссия. Таким образом, Королевство Пруссия к 1773 году состояло из трёх административных единиц — Западной Пруссии, Восточной Пруссии и Нетцкого округа. Последний уже в 1775 году был полностью интегрирован в Западную Пруссию. Таким образом, Гогенцоллернам удалось объединить под своей властью все прусские земли, поэтому прусский король официально получил право называться королём Пруссии (нем. König von Preußen) вместо прежнего обозначения король в Пруссии (нем. König in Preußen).
В результате присоединения Западной Пруссии Гогенцоллернам удалось территориально соединить собственно Прусское королевство с расположенными в пределах Священной Римской империи территориями прусского государства. В результате последующих разделов Польши Данциг и Торн также вошли в состав Западной Пруссии. Кроме того, в составе Прусского королевства были также образованы провинции Южная Пруссия и Новая Восточная Пруссия.
После русско-прусско-французской войны 1806—1807 годов по итогам Тильзитского мира (1807 год) Южная Пруссия и Новая Восточная Пруссия были снова утеряны в пользу новообразованного Наполеоном Варшавского герцогства, куда вошли также и принадлежащие Западной Пруссии Нетцкий округ и Кульмерланд вместе с городом Торн. Кроме того, Западная Пруссия также потеряла Данциг, который был преобразован в самостоятельную Данцигскую республику. Однако в ходе последующих освободительных войн (1813—1815) Данциг и Кульмерланд снова перешли под контроль Пруссии, что было окончательно закреплено Венским конгрессом в 1815 году.

Округа Западной Пруссии (1900):
Административный округ Данциг
Административный округ Мариенвердер

### Реорганизация прусских провинций
Для лучшей организации значительно увеличившейся территории государства после Венского конгресса в Пруссии была проведена административная реформа, предполагающая переустройство провинциального деления и учреждение должности обер-президента в провинциях. Провинция Западная Пруссия стала одной из десяти вновь организованных прусских провинций и впервые была разделена на административные округа:
- Административный округ Данциг, центр — Данциг
- Административный округ Мариенвердер, центр — Мариенвердер

Таким образом, Данциг впервые был организован в самостоятельный административный округ. Обер-президентом провинции был назначен Генрих фон Шён.
В 1824 году после отставки обер-президента Восточной Пруссии фон Шён перенял также и его функции, переместив также и свою резиденцию в Кёнигсберг. В декабре 1829 года объединение Западной и Восточной Пруссии в единую провинцию Пруссия было закреплено законодательно. В 1848 году территория Западной и Восточной Пруссии (вместе с территорией прусской провинции Позен) была включена в Германский союз, однако в октябре 1851 года границы Германского союза снова были восстановлены к первоначальному виду. Однако 1 апреля 1878 года провинция Пруссия была снова разделена на две самостоятельные провинции — Западную Пруссию и Восточную Пруссию.

### Веймарская республика
По условиям Версальского договора, завершившего Первую мировую войну, Пруссия была вынуждена уступить Польше часть своей территории для создания так называемого «польского коридора», обеспечивающего ей выход к морю. На переданной Польше части Западной Пруссии было создано Поморское воеводство. Кроме того, по условиям Версальского договора, вокруг Данцига было создано немецкоязычное государство Вольный город Данциг, находящееся под протекторатом Лиги Наций и входящее в особый таможенный союз с Польшей. Таким образом, к началу 1920 года провинция Западная Пруссия как и оба её округа де-факто прекратили своё существование.
Официально провинция была упразднена 1 июля 1922 года. При этом восточные приграничные части бывшей провинции Западная Пруссия были преобразованы в административный округ Западная Пруссия с центром в Мариенвердере, который был передан в состав провинции Восточная Пруссия. Оставшиеся под контролем Пруссии западные приграничные части провинции Западная Пруссия вместе с западными приграничными частями провинции Позен, также лишившейся основной части своей территории в пользу Польши, были организованы в административный округ Шнайдемюль, который образовал новую провинцию Позен-Западная Пруссия.

### В нацистской Германии и после войны
Уже в 1938 году приграничная провинция Позен-Западная Пруссия также была упразднена, а её территория поделена между соседними провинциями Померания, Бранденбург и Силезия.
В 1939 году после вторжения Вермахта в Польшу территории бывших некогда прусских провинций Западная Пруссия и Позен снова были оккупированы вермахтом. Однако бывшие провинции восстановлены не были. Вместо этого на захваченных территориях было создано рейхсгау Данциг — Западная Пруссия, в которую также вошли и некоторые районы, находившиеся до 1920 года в составе провинции Позен (например, Бромберг). Кроме того, в состав нового рейхсгау была переведена и территория административного округа Западная Пруссия провинции Восточная Пруссия, однако не были включены западные территории бывшей провинции Западная Пруссия, переданные в 1938 году Померании, Бранденбургу и Силезии.
После 1945 года территория Западной Пруссии полностью была передана под польское управление. Оставшееся там немецкое население было почти полностью изгнано. Сегодня основная часть территории бывшей Западной Пруссии входит в Поморское и Куявско-Поморское воеводства Польши.

## География и экономика
Западная Пруссия занимала часть Северо-Германской низменности, через которую проходит холмистый северогерманский хребет. Река Висла прорезает этот хребет широкой плодородной долиной. Другие реки: Либе, Эльбинг, Реда, Леба, Стольпе и Кюддов. На территории Западной Пруссии располагалось множество озёр: Драузенское, Гезерихское, Зоргенское, Царновицкое, Радаунское, Грос-Цитенское, Мюскендорфское, Фейтское и Грос-Беттинское, а также Эльбинг-Оберлендский канал.
В регионе было развито птицеводство и рыболовство, добывался янтарь и торф. Промышленность была главным образом сосредоточена в Данциге, Эльбинге, Диршау и Торне. Имелись кораблестроительные, лесопильные, стеклянные, винокуренные и пивоваренные заводы. Торговля значительным образом присутствовала в гаванях Данцига и Эльбинга.

## Население

Население Западной Пруссии в 1910 году по родному языку:
немецкий язык
польский язык
кашубский язык
другой или несколько

### Статистические данные
В 1895 году население Западной Пруссии составляло 1 494 тысяч человек, в том числе 702 тысяч лютеран, 758 тысяч католиков и около 20 тысяч евреев. Большинство населения составляли немцы, также имелось 439,6 тысяч поляков и 53,6 тысяч кашубов.
Территория и население провинции Западная Пруссия в 1900 году:
| Административный округ | Площадь, км² | Население, чел. | Количество районов | Количество районов |
| Административный округ | Площадь, км² | Население, чел. | сельских           | городских          |
| ---------------------- | ------------ | --------------- | ------------------ | ------------------ |
| Округ Данциг           | 7.956,93     | 665.992         | 10                 | 2                  |
| Округ Мариенвердер     | 17.577,97    | 897.666         | 15                 | 1                  |
| Всего по провинции     | 25.534,90    | 1.563.658       | 25                 | 3                  |

## Обер-президенты

Герб провинции Западная Пруссия

Пост обер-президента введён в Пруссии согласно указу от 30 апреля 1815 года об улучшении организации провинциального управления (нем. Verordnung wegen verbesserter Einrichtung der Provinzial-Behörden).
| Годы                               | Обер-президент                |
| ---------------------------------- | ----------------------------- |
| 1815—1829                          | Генрих Теодор фон Шён         |
| Провинция отдельно не существовала |                               |
| 1878—1879                          | Генрих Карл Юлиус фон Ахенбах |
| 1879—1888                          | Адольф Эрнст фон Эрнстхаузен  |
| 1888—1891                          | Адольф Хилмар фон Ляйпцигер   |
| 1891—1902                          | Густав фон Госслер            |
| 1902—1905                          | Клеменс фон Дельбрюк          |
| 1905—1919                          | Эрнст фон Ягов                |
| 1919-1920                          | Бернхард Шнакенбург           |

В 1824 фон Шён также возглавил и провинцию Восточная Пруссия, а с 1829 и объединённую провинцию Пруссия.